# Эрназаров, Комилжон Юлдашалиевич
Комилжон Эрназаров Юлдашалиевич (род. 20 февраля 1984, Сырдарьинский район, Сырдарьинская область) — узбекский политический деятель. Депутат Законодательной палаты Олий Мажлиса Республики Узбекистан.

## Биография
Родился 20 февраля 1984 года в Сырдарьинском районе Сырдарьинской области. В 2004 году окончил Ташкентский финансовый институт по специальности страховщик, в 2010 году Академию государственного и общественного строительства при Президенте Республики Узбекистан.
Начал свою трудовую деятельность в 2005 году ведущим специалистом отдела Управления финансов Сырдарьинской области.
В 2005—2007 гг. — ведущий экономист, заведующий отделом финансирования социальной сферы и социальной защиты населения, начальник бюджетной инспекции.
В 2008—2010 гг. — начальник подразделения Казначейства города Гулистана.
В 2010—2012 гг. — заместитель начальника управления финансов — начальник отдела финансирования учреждений народного образования.
В 2012—2013 гг. — начальник управления демонополизации и развития конкуренции.
В 2013—2014 гг. — начальник управления Сырдарьинской области Государственного комитета по приватизации, демонополизации и развитию конкуренции.
В 2014—2015 гг. — начальник главного управления экономики Сырдарьинской области.
В 2018—2020 гг. — член Комитета по вопросам охраны здоровья граждан Законодательной палаты Олий Мажлиса Республики Узбекистан.
С 2020 года член Комитета по бюджету и экономическим реформам.